# André Gaudin
André Gaudin, francoski veslač, * 1875, † ?. 
Gaudin je na Poletnih olimpijskih igrah 1900 v Parizu za Francijo osvojil srebrno medaljo v enojcu.